# Рыжиков, Сергей Витальевич
Сергей Витальевич Рыжиков (род. 30 мая 2004, Чегдомын, Хабаровский край) — российский хоккеист, защитник.

## Биография
Воспитанник хабаровского «Амура». В сезоне 2021/22 дебютировал в команде МХЛ «Амурские тигры». 11 сентября 2023 года провёл первый матч за «Амур» в КХЛ — в гостевой игре против «Авангарда» (5:1) отыграл 34 секунды. 12 апреля 2024 года подписал с клубом однолетний двусторонний контракт.